# Гілда Джеймс
Гілда Джеймс (англ. Hilda James; 27 квітня 1904 — 27 липня 1982) — британська плавчиня.
Призерка Олімпійських Ігор 1920 року.